# Ampolla de Lorenzini

Electrorreceptores (Ampolla de Lorenzini) y los canales de la línea lateral en la cabeza de un tiburón.

Las ampollas de Lorenzini son órganos sensoriales especiales, formados por una red de canales con electrorreceptores cubiertos con una sustancia gelatinosa, encontrados en los Condrictios (tiburones, rayas y quimeras). El italiano Marcello Malpighi descubrió las ampollas de Lorenzini, que serían descritas por primera vez de modo detallado en 1678 por el médico italiano Stefano Lorenzini. La importancia de estas radica en detectar los campos electromagnéticos. Los tiburones, por ejemplo, las usan para encontrar a sus presas, para seguir la corriente del agua puesto que si van en contra de ella se cansaran fácilmente.

## Características generales
Cada ampolla consiste en un canal lleno de sustancia gelatinosa en cuyo fondo se encuentran grupos de pequeñas bolsas llenas de células electrorreceptoras, con una abertura hacia el exterior por medio de un poro en la piel. Las ampollas generalmente están agrupadas en el cuerpo, cada grupo tiene ampollas conectadas con diferentes sitios de la piel, preservando la simetría bilateral. Los largos de los canales varían de un animal a otro, pero la distribución de los poros es aproximadamente específica para cada especie. Los poros de las ampollas son claramente visibles como puntos oscuros en la piel. Proveen a los elasmobranquios de un «sexto sentido» capaz de detectar tanto campos electromagnéticos como gradientes de temperatura.

## Funciones
A comienzos del siglo XX, no estaba claro el propósito de las ampollas, y experimentos electrofisiológicos sugirieron una sensibilidad a la temperatura, presión mecánica y quizás salinidad. No fue hasta 1960 que las ampollas fueron claramente identificadas como órganos receptores especializados en sentir campos eléctricos. Las ampollas podrían también permitir detectar cambios en la temperatura del agua. Cada ampolla es un fajo de células sensoriales que contienen múltiples fibras nerviosas. Estas fibras encerradas en un túbulo de sustancia gelatinosa que tiene una abertura directa a la superficie a través del poro. El gel es una sustancia basada en glicoproteína con la misma resistencia que el agua marina, y tiene propiedades eléctricas similares a un semiconductor, permitiéndole esencialmente transducir los cambios de temperatura a una señal eléctrica que podría ser utilizada para detectar gradientes de temperatura.
Las ampollas detectan campos eléctricos en el agua, o más precisamente la diferencia entre el voltaje en el poro y el voltaje en la base del electrorreceptor. Un estímulo positivo del poro disminuiría la tasa de actividad del nervio proveniente de las células electrorreceptoras, y un estímulo negativo del poro aumentaría la tasa de actividad proveniente de las células electrorreceptoras.
Los tiburones podrían ser más sensitivos a los campos eléctricos que cualquier otro animal, con un umbral de sensibilidad tan bajo como 5 nV/cm. Esto es 5/1 000 000 000 de un voltio medido en un centímetro de largo de ampolla. Ya que todos animales producen un campo eléctrico en la contracción muscular, es fácil imaginar que el tiburón podría captar estímulos eléctricos débiles emitidos particularmente por sus presas. Por otra parte, en tanques experimentales, los campos electroquímicos generados por presas paralizadas serían suficiente para producir el ataque por parte de tiburones y rayas, por tanto las contracciones musculares no son lo único necesario para atraerlos.
Los campos eléctricos producidos por las corrientes oceánicas que se mueven en el campo electromagnético de la Tierra son del mismo orden de magnitud que los campos eléctricos que los tiburones y rayas son capaces de sentir. De esta manera, se pueden orientar por los campos eléctricos de las corrientes oceánicas, y usar otras fuentes de campos eléctricos en el océano para su orientación local. Adicionalmente, el campo eléctrico que producen cuando nadan en el campo magnético de la Tierra podría darles pistas sobre su dirección magnética.
- Datos: Q63387